# Katoličtí templáři z Itálie

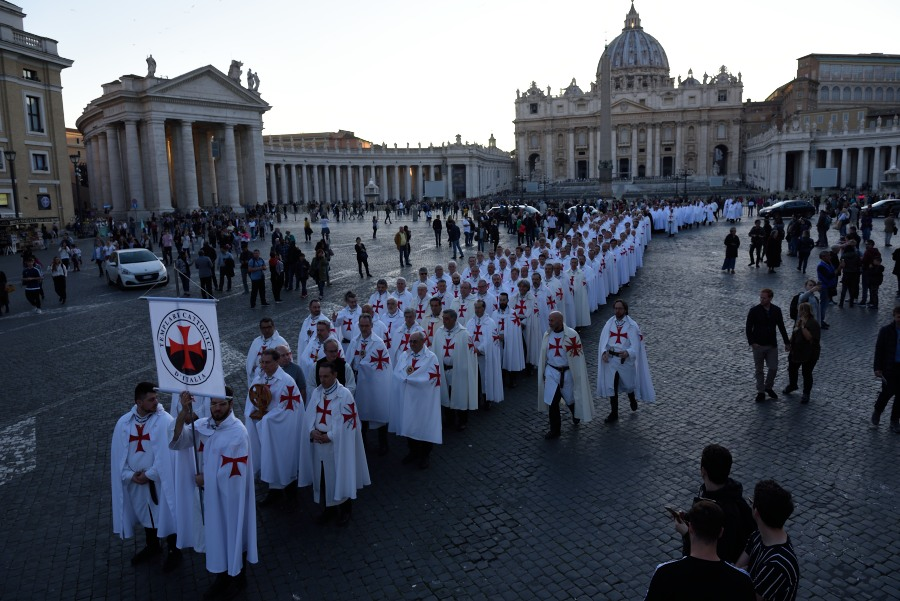
Katoličtí templáři ve Vatikánu

Katoličtí templáři z Itálie (italsky Templari Cattolici d'Italia) je soukromá asociace římskokatolických věřících v Itálii, která má navázovat na středověký templářský řád zaniklý na začátku 14. století. Asociace není doposud uznána Svatým stolcem jako řád, jako je tomu u maltézských rytířů, ale díky uznání od nejméně osmi italských diecézí (včetně Verony, Neapole a Ascoly) může spolek od roku 2012 působit na 150 místech po celé Itálii a jeho vedení jedná s církví o dalším rozšíření svých práv. Spolek dosahuje zhruba mezi jedním tisícem až dvěma tisíci členy. Spolek se stará o svatostánky přístupné veřejnosti, o jejich údržbu a pomáhá kněžím.